# The White Door
 (avril 2020).
The White Door est un jeu vidéo de puzzle développé par le studio néerlandais Rusty Lake. Il est sorti sur Steam et iOS le 9 janvier 2020. 

## Trame
The White Door raconte l'histoire de Robert Hill, qui s'est réveillé dans un établissement de santé mentale et a perdu la mémoire. Le joueur doit suivre les instructions pour trouver le secret du personnage principal et l'aider à restaurer sa mémoire,,,,,.